# Real Acuerdo

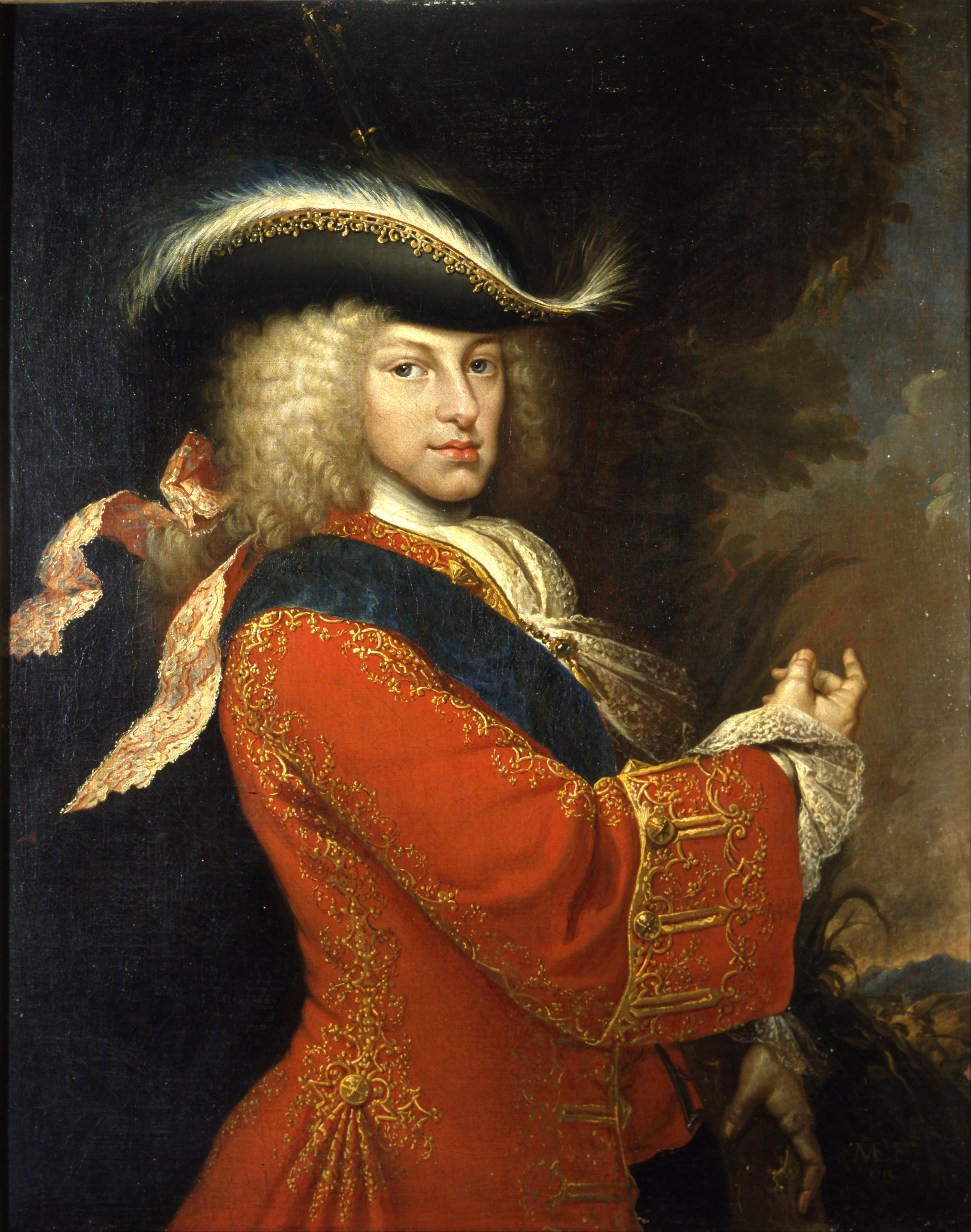
Retrat de Felip V d'Espanya, primer rei de la Casa de Borbó, el 1712

El Real Acuerdo és un organisme format pel plenari de l'Audiència i el Capità General, com a elements de la diarquia que el nou sistema creà en l'organització política i administrativa imposada per Felip V als països de la corona catalanoaragonesa.
Després dels Decrets de Nova Planta promulgats per  Felip V durant i al final de la Guerra de Successió Espanyola els països de la corona catalanoaragonesa van perdre les seves lleis i institucions pròpies. Convertits en "províncies", la màxima autoritat civil, militar i judicial en representació del rei, va ser ostentada pel capità general. No obstant això, el capità general havia d'exercir teòricament el govern conjuntament i d'acord amb la Reial Audiència, de la qual era president, formant així el Real Acuerdo. Així la funció de la Reial Audiència era doble: havia d'atendre el govern de la "província" -formant llavors el Real Acuerdo juntament amb el Capità General, que el presidia- i impartir justícia com el seu més alt tribunal -sense la participació del capità general -, sent en aquest cas el regent el seu primer magistrat. Aquesta actuació conjunta no impedí que hi hagués enfrontaments entre les audiències i els capitans generals, especialment al Principat de Catalunya.
El Real Acuerdo publicava els comunicats més importants i feia els nomenaments de càrrecs destacats, etc. Una de les funcions fonamentals del Real Acuerdo era controlar als municipis per assegurar-se que complien les ordres del Consell de Castella i dels  Secretaris del Despatx de la cort a Madrid. El Real Acuerdo va ser abolit per les Corts de Cadis, però va ser restaurat per Ferran VII en 1814 fins que el triomf definitiu de la Revolució liberal espanyola el va suprimir definitivament, acabant amb una institució pròpia de l'Antic Règim que conjuminava poders governatius i judicials.